# L'Hôpital-Saint-Lieffroy
 L'Hôpital-Saint-Lieffroy  es una población y comuna francesa, en la región de Franco Condado, departamento de Doubs, en el distrito de Montbéliard y cantón de Clerval.

## Demografía
| 55 | 54 | 50 | 87 | 74 | 72 |
| Para los censos de 1962 a 1999 la población legal corresponde a la población sin duplicidades (Fuente: INSEE [Consultar]) |    |    |    |    |    |